# Pau Casals
Pau Casals i Defilló (El Vendrell, 29 de dezembro de 1876 — San Juan de Porto Rico, 22 de outubro de 1973) foi um virtuoso violoncelista e maestro catalão. É também amplamente conhecido pela versão castelhana (e de batismo) de seu nome: Pablo Casals.

## Biografia

### Infância
Pau Carles Salvador Casals i Defilló nasceu na cidade de El Vendrell, na província de Tarragona, Catalunha, Espanha. Seu pai, Carles Casals i Ribes (1852–1908), era organista e maestro do coral da paróquia, instruindo o filho em piano, violino e órgão. Sua mãe, Pilar Defilló, nasceu em Mayagüez, Porto Rico de pais catalães. 
Casals demonstrou talento desde pequeno, obtendo fama internacional ainda jovem. Centralizando as suas atividades de músico em Paris, percorreu a Europa e os Estados Unidos da América promovendo concertos e recitais memoráveis, que sempre assombraram a audiência, críticos e a imprensa especializada.

### Formação
Ao mesmo tempo, formou uma orquestra em Barcelona, atuando também como maestro. Contudo, ela se desenvolveu na turbulência da revolta e guerra civil conduzida pelo general Francisco Franco. Por ser um ardente patriota catalão e republicano, recusou-se a viver sob a ditadura e exilou-se na França. Contudo, o amor pela pátria levou-o a morar em Prades, uma pequena cidade no sul da França no sopé dos Pirenéus, não muito longe da sua terra natal.
Logo depois eclodiu a Segunda Guerra Mundial e Casals continuou em sua resoluta oposição contra o governo de Franco, combatendo também os fascistas alemães e italianos que o apoiavam. Os nazistas o ameaçaram, tentando suborná-lo, mas ele manteve-se firme em suas convicções e ajudou os refugiados da Espanha fascista.
Quando a guerra terminou e a paz voltou a reinar na França, muitos músicos foram a Prades estudar com Casals.
Em junho de 1950, a convite e insistência de Alexander Schneider, músico violinista, entre outros músicos, aceitou fazer parte de um festival de música  de Bach. Foi o início do Festival de Prades, que mais tarde tornou-se conhecido em todo o mundo.
Casals foi convidado a dar um concerto, no dia 24 de outubro de 1958, para festejar o dia das Nações Unidas, na sua sede em Nova York. Nessa oportunidade Casals propôs a união da humanidade em busca da paz através da Ode à Alegria de Beethoven.
Ironicamente, Pau Casals tornou-se conhecido internacionalmente pelo seu nome em castelhano, Pablo, com a curiosidade de ser um grande incentivador da luta contra a ditadura de Francisco Franco e o domínio nazista. Por fim, o nome imposto pelo regime franquista, ficou gravado e é por ele que é mais conhecido.

### Morte
Casals morreu em San Juan de Porto Rico aos 96 anos de idade e foi sepultado no Cemitério Nacional de Porto Rico. Ele não viveu para ver o fim do regime franquista, mas foi postumamente homenageado pelo estado espanhol já sob a chefia do rei Juan Carlos I que em 1976 emitiu selos comemorativos ao centenário de seu nascimento. Em 1979 seus restos mortais foram transferidos para sua cidade natal. Em 1989, Casals foi galardoado com o Grammy Lifetime Achievement Award.

## Citações
"Não sou político, sou simplesmente um artista. Mas a questão é definir a arte como um passatempo fora do contexto da vida diária dos homens, ou como um meio para preservar o significado original da existência humana. A política não é tarefa dos artistas, mas, na minha opinião, temos a obrigação de tomar uma clara posição, qualquer que seja o sacrifício que isso acarrete, se a dignidade do homem estiver em jogo."
"A música - maravilhosa linguagem universal que todos compreendem - deve contribuir de tal forma a aproximar os seres humanos. Por isso, faço um apelo a todos os músicos, especialmente aos meus companheiros, para pedir-lhes que ponham a pureza de sua arte a serviço da humanidade para criar relações fraternas e iluminadas entre os homens do mundo inteiro. A Ode à Alegria de Beethoven, da Nona Sinfonia, tornou-se símbolo do amor à humanidade. Proponho, portanto, que todas as cidades que tenham uma orquestra e um coral participem da execução da Ode à Alegria num mesmo dia, transmitindo esse evento para todos os recantos do mundo pela rádio e televisão até às mais pequenas comunidades como uma oração pela paz que tanto almejamos."

## Composições
- O Vos Omnes - Coro da Camerata Ars Musica